# Neosebastes pandus
Neosebastes pandus är en fiskart som först beskrevs av Richardson 1842.  Neosebastes pandus ingår i släktet Neosebastes och familjen Neosebastidae. Inga underarter finns listade i Catalogue of Life.